# Svetlana Kuznetsova
Svetlana Aleksándrovna Kuznetsova (ruso: Светлана Александровна Кузнецова; San Petersburgo, 27 de junio de 1985) es una exjugadora de tenis profesional rusa. Ganadora de dos torneos de Grand Slam (Abierto de EE. UU. 2004 y Roland Garros 2009), así como finalista en los mismos en los años 2006 y 2007. Además posee diecisiete torneos WTA en total y un torneo ITF. Kuznetsova alcanzó la posición n.º 2 del ranking mundial en el año 2007. Como integrante del equipo ruso, ha conquistado en tres ocasiones la Copa Federación participando en todas ellas en la final.

## Historia
Kuznetsova nació en San Petersburgo, Rusia. Su padre Aleksandr Kuznetsov es un entrenador de ciclismo que ha entrenado a cinco campeones mundiales y olímpicos entre los que se encuentran su madre Galina Tsareva quien es seis veces campeona mundial y sostiene 20 récords mundiales y su hermano Nikolai Kuznetsov medallista de plata en los Juegos Olímpicos de Atlanta 1996. Svetlana probó hacer ciclismo a temprana edad, pero le resultó aburrido, en cambio sentía especial atracción hacia el tenis. A la edad de 15 años viaja a España donde recibe una buena formación y un buen entrenamiento tenístico. Actualmente está amadrinada por Arantxa Sánchez Vicario
Kuznetsova juega principalmente desde la línea de base, se mueve bien dentro de la cancha y sobre los años ha perfeccionado su potente derecha. Ganó su primer Grand Slam como individual en el Abierto de EE. UU. 2004, venciendo a su compatriota Yelena Deméntieva.
Es además una jugadora de dobles muy activa. En enero de 2005 arrancó tercera en el ranking de dobles ATP. Ese mismo año gana el Abierto de Australia con su compañera australiana Alicia Molik ganándoles a las estadounidenses Lindsay Davenport y Corina Morariu. Ha llegado a cinco finales de Grand Slams en dobles con Martina Navratilova, Yelena Líjovtseva y Amélie Mauresmo como compañeras.
Un año después de su primera victoria como individual en un Grand Slam, Kuznetsova se convierte en la primera mujer durante la era del abierto en perder en primera ronda defendiendo su título en el Abierto de EE. UU. 2005, siendo derrotada por Yekaterina Bychkova.
Fue vinculada a un escándalo de dopaje y acusada de tomar efedrina, pero como el análisis se tomó durante una competición no oficial, el caso nunca fue investigado.
Después de 18 meses sin obtener título alguno, el 1 de abril de 2006 ganó el Tier I Tournament en Miami, venciendo a María Sharápova por 6-4, 6-3.
Svetlana fue capaz de cumplir con las expectativas al llegar a la final del Roland Garros al vencer por un contundente 5-7, 7-6(5), 6-2 a la checa Nicole Vaidišová. Sin embargo, en la final no pudo contra la ex número uno Justine Henin-Hardenne perdiendo 4-6, 4-6.
El 24 de septiembre de 2006 le gana fácilmente a la número uno del mundo Amélie Mauresmo por 6-0, 6-2, quedándose con el título en Pekín, China.
En el año 2009, el 6 de junio concretamente, se hace con el Torneo de Roland Garros venciendo a la número uno Dinara Sáfina por 6-4, 6-2. Es su segundo Grand Slam.

## Grand Slam

### Individual

#### Títulos (2)
| Año  | Campeonato        | Oponente en la final | Resultado |
| 2004 | Abierto de EE.UU. | Elena Dementieva     | 6-3, 7-5  |
| 2009 | Roland Garros     | Dinara Sáfina        | 6-4, 6-2  |

#### Finalista (2)
| Año  | Campeonato        | Oponente en la final | Resultado |
| 2006 | Roland Garros     | Justine Henin        | 4-6, 4-6  |
| 2007 | Abierto de EE.UU. | Justine Henin        | 1-6, 3-6  |

### Dobles

#### Títulos (2)
| Año  | Campeonato           | Pareja         | Oponente en la final             | Resultado     |
| 2005 | Abierto de Australia | Alicia Molik   | Lindsay Davenport Corina Morariu | 6-3, 6-4      |
| 2012 | Abierto de Australia | Vera Zvonareva | Sara Errani Roberta Vinci        | 5-7, 6-4, 6-3 |

#### Finalista (5)
| Año  | Campeonato           | Pareja              | Oponente en la final        | Resultado |
| 2003 | Abierto de EE.UU.    | Martina Navratilova | Virginia Ruano Paola Suárez | 2-6, 3-6  |
| 2004 | Abierto de Australia | Elena Likhovtseva   | Virginia Ruano Paola Suárez | 4-6, 3-6  |
| 2004 | Roland Garros        | Elena Likhovtseva   | Virginia Ruano Paola Suárez | 0-6, 3-6  |
| 2004 | Abierto de EE.UU.    | Elena Likhovtseva   | Virginia Ruano Paola Suárez | 4-6, 5-7  |
| 2005 | Wimbledon            | Amélie Mauresmo     | Cara Black Liezel Huber     | 2-6, 1-6  |

## Títulos WTA (34; 18+16)

### Individual (18)
| Leyenda: Antes de 2009     | Leyenda: A partir de 2009 |
| -------------------------- | ------------------------- |
| Grand Slam (2)             |                           |
| Juegos Olímpicos (0)       |                           |
| WTA Tour Championships (0) |                           |
| Tier I (1)                 | Premier Mandatory (1)     |
| Tier II (3)                | Premier 5 (0)             |
| Tier III (3)               | Premier (5)               |
| Tier IV & V (1)            | International (2)         |

| N.º | Fecha                    | Torneo            | Superficie        | Oponente en la final     | Resultado        |
| --- | ------------------------ | ----------------- | ----------------- | ------------------------ | ---------------- |
| 1.  | 8 de mayo de 2002        | Helsinki          | Tierra batida     | Denisa Chládková         | 0-6, 6-3, 7-6(2) |
| 2.  | 23 de septiembre de 2002 | Bali              | Dura              | Conchita Martínez        | 3-6, 7-6(4), 7-5 |
| 3.  | 14 de junio de 2004      | Eastbourne        | Hierba            | Daniela Hantuchová       | 2-6, 7-6(4), 6-4 |
| 4.  | 30 de agosto de 2004     | Abierto de EE.UU. | Dura              | Elena Dementieva         | 6-3, 7-5         |
| 5.  | 13 de septiembre de 2004 | Bali              | Dura              | Marlene Weingartner      | 6-1, 6-4         |
| 6.  | 1 de abril de 2006       | Miami             | Dura              | María Sharápova          | 6-4, 6-3         |
| 7.  | 11 de septiembre de 2006 | Bali              | Dura              | Marion Bartoli           | 7-5, 6-2         |
| 8.  | 24 de septiembre de 2006 | Pekín             | Dura              | Amélie Mauresmo          | 6-4, 6-0         |
| 9.  | 31 de agosto de 2007     | New Haven         | Dura              | Ágnes Szávay             | 4-6, 3-0, ret.   |
| 10. | 3 de mayo de 2009        | Stuttgart         | Tierra batida (i) | Dinara Sáfina            | 6-4, 6-3         |
| 11. | 6 de junio de 2009       | Roland Garros     | Tierra batida     | Dinara Sáfina            | 6-4, 6-2         |
| 12. | 11 de octubre de 2009    | Pekín             | Dura              | Agnieszka Radwańska      | 6-2, 6-4         |
| 13. | 9 de agosto de 2010      | San Diego         | Dura              | Agnieszka Radwańska      | 6-4, 6-7(7), 6-3 |
| 14. | 3 de agosto de 2014      | Washington        | Dura              | Kurumi Nara              | 6-3, 4-6, 6-4    |
| 15. | 24 de octubre de 2015    | Moscú             | Dura (i)          | Anastasia Pavlyuchenkova | 6-2, 6-1         |
| 16. | 15 de enero de 2016      | Sídney            | Dura              | Mónica Puig              | 6-0, 6-2         |
| 17. | 22 de octubre de 2016    | Moscú             | Dura (i)          | Daria Gavrilova          | 6-2, 6-1         |
| 18. | 5 de agosto de 2018      | Washington        | Dura              | Donna Vekić              | 4-6, 7-6(7), 6-2 |

#### Finalista (24)
- 2004: Dubái (pierde ante Justine Henin)
- 2004: Doha (pierde ante Anastasia Myskina)
- 2004: Varsovia (pierde ante Venus Williams)
- 2004: Pekín (pierde ante Serena Williams)
- 2005: Varsovia (pierde ante Justine Henin)
- 2006: Varsovia (pierde ante Kim Clijsters)
- 2006: Roland Garros (pierde ante Justine Henin)
- 2007: Doha (pierde ante Justine Henin)
- 2007: Indian Wells (pierde ante Daniela Hantuchová)
- 2007: Berlín (pierde ante Ana Ivanović)
- 2007: Roma (pierde ante Jelena Janković)
- 2007: Abierto de EE.UU. (pierde ante Justine Henin)
- 2008: Sídney (pierde ante Justine Henin)
- 2008: Dubái (pierde ante Elena Dementieva)
- 2008: Indian Wells (pierde ante Ana Ivanović)
- 2008: Tokio (pierde ante Dinara Sáfina)
- 2008: Pekín (pierde ante Jelena Janković)
- 2009: Roma (pierde ante Dinara Sáfina)
- 2011: Dubái (pierde ante Caroline Wozniacki)
- 2014: Oeiras (pierde ante Carla Suárez)
- 2015: Madrid (pierde ante Petra Kvitová)
- 2016: Miami (pierde ante Victoria Azarenka)
- 2017: Indian Wells (pierde ante Elena Vesnina)
- 2019: Cincinnati (pierde ante Madison Keys)

### Dobles (16)
| Leyenda: Antes de 2009     | Leyenda: A partir de 2009 |
| -------------------------- | ------------------------- |
| Grand Slam (2)             |                           |
| Juegos Olímpicos (0)       |                           |
| WTA Tour Championships (0) |                           |
| Tier I (3)                 | Premier Mandatory (1)     |
| Tier II (5)                | Premier 5 (0)             |
| Tier III (3)               | Premier (1)               |
| Tier IV & V (1)            | International (0)         |

| N.º | Fecha                    | Torneo               | Superficie    | Pareja                  | Oponentes en la final                     | Resultado        |
| --- | ------------------------ | -------------------- | ------------- | ----------------------- | ----------------------------------------- | ---------------- |
| 1.  | 2 de agosto de 2002      | Sopot                | Tierra batida | Arantxa Sánchez Vicario | Yevguenia Kulikovskaya Yekaterina Sysoeva | 6-2, 6-2         |
| 2.  | 17 de agosto de 2002     | Helsinki             | Tierra batida | Arantxa Sánchez Vicario | Eva Bes María José Martínez               | 6-3, 6-7(5), 6-3 |
| 3.  | 28 de septiembre de 2002 | Tokio                | Dura          | Arantxa Sánchez Vicario | Petra Mandula Patricia Wartusch           | 6-2, 6-4         |
| 4.  | 11 de enero de 2003      | Gold Coast           | Dura          | Martina Navratilova     | Nathalie Dechy Émilie Loit                | 6-4, 6-4         |
| 5.  | 28 de febrero de 2003    | Dubái                | Dura          | Martina Navratilova     | Cara Black Elena Likhovtseva              | 6-3, 7-6(7)      |
| 6.  | 24 de mayo de 2003       | Roma                 | Tierra batida | Martina Navratilova     | Jelena Dokić Nadia Petrova                | 6-4, 5-7, 6-2    |
| 7.  | 23 de agosto de 2003     | Toronto              | Dura          | Martina Navratilova     | María Vento Angelique Widjaja             | 3-6, 6-1, 6-1    |
| 8.  | 4 de octubre de 2003     | Leipzig              | Moqueta       | Martina Navratilova     | Elena Likhovtseva Nadia Petrova           | 3-6, 6-1, 6-3    |
| 9.  | 16 de enero de 2004      | Gold Coast           | Dura          | Elena Likhovtseva       | Liezel Huber Magdalena Maleeva            | 6-3, 6-4         |
| 10. | 16 de enero de 2004      | Doha                 | Dura          | Elena Likhovtseva       | Janette Husárová Conchita Martínez        | 7-6(4), 6-2      |
| 11. | 10 de febrero de 2005    | Abierto de Australia | Dura          | Alicia Molik            | Lindsay Davenport Corina Morariu          | 6-3, 6-4         |
| 12. | 15 de abril de 2005      | Miami                | Dura          | Alicia Molik            | Lisa Raymond Rennae Stubbs                | 7-5, 6-7(5), 6-2 |
| 13. | 30 de junio de 2006      | Eastbourne           | Hierba        | Amélie Mauresmo         | Liezel Huber Martina Navratilova          | 6-2, 6-4         |
| 14. | 5 de abril de 2009       | Miami                | Dura          | Amélie Mauresmo         | Květa Peschke Lisa Raymond                | 4-6, 6-3, [10-3] |
| 15. | 27 de enero de 2012      | Abierto de Australia | Dura          | Vera Zvonareva          | Sara Errani Roberta Vinci                 | 5-7, 6-4, 6-3    |
| 16. | 20 de octubre de 2013    | Moscú                | Dura (i)      | Samantha Stosur         | Alla Kudryavtseva Anastasia Rodionova     | 6-1, 1-6, [10-8] |

#### Finalista (15)
- 2002: Bali (con Arantxa Sánchez Vicario pierden ante Cara Black y Virginia Ruano).
- 2002: Tokio (con Arantxa Sánchez Vicario pierden ante Shinobu Asagoe y Nana Miyagi).
- 2003: Abierto de EE.UU. (con Martina Navratilova pierden ante Virginia Ruano y Paola Suárez).
- 2004: Abierto de Australia (con Elena Likhovtseva pierden ante Virginia Ruano y Paola Suárez).
- 2004: Dubái (con Yelena Líjovtseva pierden ante Janette Husárová y Conchita Martínez).
- 2004: Indian Wells (con Yelena Líjovtseva pierden ante Virginia Ruano y Paola Suárez).
- 2004: Miami (con Elena Likhovtseva pierden ante Nadia Petrova y Meghann Shaughnessy).
- 2004: Roland Garros (con Elena Likhovtseva pierden ante Virginia Ruano y Paola Suárez).
- 2004: Eastbourne (con Yelena Líjovtseva pierden ante Alicia Molik y Magüi Serna).
- 2004: Abierto de EE.UU. (con Yelena Líjovtseva pierden ante Virginia Ruano y Paola Suárez).
- 2004: Bali (con Arantxa Sánchez Vicario pierden ante Anastasiya Myskina y Ai Sugiyama)
- 2005: Dubái (con Alicia Molik pierden ante Virginia Ruano y Paola Suárez).
- 2005: Wimbledon (con Amélie Mauresmo pierden ante Cara Black y Liezel Huber).
- 2006: Dubái (con Nadia Petrova pierden ante Kveta Peschke y Francesca Schiavone).
- 2007: Dubái (con Alicia Molik pierden ante Cara Black y Liezel Huber).

### Clasificación en torneos del Grand Slam
| Torneo                 | Títulos | 2002 | 2003 | 2004 | 2005 | 2006 | 2007 | 2008 | 2009 | 2010 | 2011 | 2012 | 2013 | 2014 | 2015 | 2016 | 2017 | 2018 | 2019 | 2020 | 2021 | G-P   |
| ---------------------- | ------- | ---- | ---- | ---- | ---- | ---- | ---- | ---- | ---- | ---- | ---- | ---- | ---- | ---- | ---- | ---- | ---- | ---- | ---- | ---- | ---- | ----- |
| Abierto de Australia   | 0       | 2R   | 1R   | 3R   | CF   | 4R   | 4R   | 3R   | CF   | 4R   | 4R   | 3R   | CF   | 1R   | 1R   | 2R   | 4R   | A    | A    | 2R   | 2R   | 37-18 |
| Roland Garros          | 1       | -    | 1R   | 4R   | 4R   | F    | CF   | SF   | G    | 3R   | CF   | 4R   | CF   | CF   | 2R   | 4R   | 4R   | 1R   | 1R   | 1R   | 1R   | 52-18 |
| Wimbledon              | 0       | -    | CF   | 1R   | CF   | 3R   | CF   | 4R   | 3R   | 2R   | 3R   | 1R   | A    | 1R   | 2R   | 4R   | CF   | 1R   | 1R   | NC   | 1R   | 30-19 |
| Abierto de EE. UU.     | 1       | 3R   | 3R   | G    | 1R   | 4R   | F    | 3R   | 4R   | 4R   | 4R   | A    | 3R   | 1R   | 1R   | 2R   | 2R   | 1R   | 1R   | A    |      | 35-16 |
| WTA Tour Championships | 0       | -    | -    | RR   | -    | RR   | RR   | RR   | RR   | -    | -    | -    | -    | -    | -    | SF   | -    | -    | -    | -    |      | 5-14  |